# 国楣毛蕨
国楣毛蕨（学名：Cyclosorus fengii?Ching）为金星蕨科毛蕨属下的一个种。

## 扩展阅读
- 維基物種上的相關：国楣毛蕨